# رودباران (أمان أباد)
رودباران (بالفارسية: رودباران) هي قرية تقع في إيران في قسم أمان أباد الريفي. يقدر عدد سكانها بـ 93 نسمة بحسب إحصاء 2016.